# Athorybia lucida
Athorybia lucida is een hydroïdpoliep uit de familie Athorybiidae. De poliep komt uit het geslacht Athorybia. Athorybia lucida werd in 1978 voor het eerst wetenschappelijk beschreven door Biggs. 